# Morgan Fairchild
Morgan Fairchild (născută Patsy Ann McClenny, pe 3 februarie 1950) este o actriță americană.
Pentru rolul său din serialul Flamingo Road din 1980, a fost nominalizată la Premiul Globul de Aur pentru cea mai bună actriță într-un serial de televiziune dramatic.

Morgan Fairchild în iunie 2007

## Filmografie

### Film
| An   | Titlu                                    | Rol                        | Note                |
| ---- | ---------------------------------------- | -------------------------- | ------------------- |
| 1967 | Bonnie and Clyde                         | dublura lui Faye Dunaway   | necreditată         |
| 1970 | A Bullet for Pretty Boy                  | rol minor                  | necreditată         |
| 1978 | The Initiation of Sarah                  | Jennifer Lawrence          | Film de televiziune |
| 1979 | Murder in Music City                     | Dana Morgan                | Film de televiziune |
| 1980 | The Memory of Eva Ryker                  | Lisa Eddington             | Film de televiziune |
| 1980 | Challenge of the Tiger                   | Celebritatea               |                     |
| 1980 | The Dream Merchants                      | Dulcie Warren              | Film de televiziune |
| 1981 | The Girl, the Gold Watch & Dynamite      | Stella Walker              | Film de televiziune |
| 1982 | The Seduction                            | Jamie Douglas              |                     |
| 1982 | Honeyboy                                 | Judy Wellman               | Film de televiziune |
| 1984 | Time Bomb                                | Renee DeSalles             | Film de televiziune |
| 1984 | The Zany Adventures of Robin Hood        | Lady Marian                | 1985                |
| 1985 | Pee-Wee's Big Adventure                  | Dottie                     |                     |
| 1986 | Red Headed Stranger                      | Raysha Shay                |                     |
| 1987 | Campus Man                               | Katherine Van Buren        |                     |
| 1987 | Sleeping Beauty                          | Queen                      |                     |
| 1987 | Deadly Illusion                          | Jane Mallory/Sharon Burton |                     |
| 1988 | Street of Dreams                         | Laura Cassidy/Eva Bomberg  | Film de televiziune |
| 1988 | Killing Blue                             | Lisa                       |                     |
| 1989 | Phantom of the Mall: Eric's Revenge      | Mayor Karen Wilton         |                     |
| 1989 | The Haunting of Sarah Hardy              | Lucy                       | Film de televiziune |
| 1990 | How to Murder a Millionaire              | Loretta                    | Film de televiziune |
| 1990 | Mob Boss                                 | Gina                       |                     |
| 1990 | Menu for Murder                          | Paula Preston              | Film de televiziune |
| 1991 | Even Angels Fall                         | Leslie                     |                     |
| 1991 | Writer's Block                           | Magenta Hart               | Film de televiziune |
| 1991 | Sherlock Holmes and the Leading Lady     | Irene Frances Adler        | Film de televiziune |
| 1992 | Just Deserts                             | Catherine Harcourt         | Film de televiziune |
| 1993 | Das Paradies am Ende der Berge           | Irmgard Hoelzl             |                     |
| 1993 | Freaked                                  | Rolul persoanei sale       |                     |
| 1993 | Based on an Untrue Story                 | Satin Chow                 |                     |
| 1994 | Point of Seduction: Body Chemistry III   | Beth Chaney                |                     |
| 1994 | Test Tube Teens from the Year 2000       | Camella Swales             |                     |
| 1994 | Naked Gun 33⅓: The Final Insult          | Rolul persoanei sale       |                     |
| 1995 | Criminal Hearts                          | District Attorney          |                     |
| 1995 | Venus Rising                             | Peyton                     |                     |
| 1995 | Gospa                                    | Sister Fabijana Zovko      |                     |
| 1996 | Dead Man's Island                        | Valerie St. Vincent        |                     |
| 1996 | Star Command                             | Cmdr. Sigrid Ivorstetter   |                     |
| 1997 | Moment of Truth: Into the Arms of Danger | Diana Astin                | Film de televiziune |
| 1998 | Shattered Illusions                      | Angie                      |                     |
| 1998 | Holy Man                                 | Rolul persoanei sale       |                     |
| 1999 | Nice Guys Sleep Alone                    | Lorraine                   |                     |
| 2000 | Unshackled                               | Mrs. Rebecca Miller        |                     |
| 2000 | Held for Ransom                          | Mrs. Kirkland              |                     |
| 2001 | Peril                                    | Terry                      |                     |
| 2002 | Teddy Bears' Picnic                      | Courtney Vandermint        |                     |
| 2002 | I Was a Teenage Faust                    | Babylonia                  | Film de televiziune |
| 2004 | Knuckle Sandwich                         | Mrs. Simms                 |                     |
| 2004 | Arizona Summer                           | Debbie                     |                     |
| 2006 | Shock to the System                      | Phyllis Hale               |                     |
| 2006 | The Initiation of Sarah                  | Trina Goodwin              | Film de televiziune |
| 2007 | Walk Hard: The Dewey Cox Story           | Rolul persoanei sale       |                     |
| 2008 | The Sno Cone Stand Inc                   | Cathy Wanton               |                     |
| 2009 | The Slammin' Salmon                      | Rolul persoanei sale       |                     |
| 2010 | Life's a Beach                           | Felicia Wald               |                     |
| 2010 | The Steamroom                            | Sheila                     |                     |
| 2011 | Boy Toy                                  | Barbra                     |                     |
| 2011 | Beverly Hills Chihuahua 2                | Rolul persoanei sale       |                     |
| 2011 | eCupid                                   | Venus                      |                     |
| 2012 | American Horror House                    | Miss Margot / Rosemary     | Film de televiziune |
| 2012 | Spring Break '83                         | Mouth's Mother             |                     |
| 2012 | A Perfect Ending                         | Valentina                  |                     |
| 2013 | Fighting Back                            | Cheryl                     |                     |
| 2013 | Wiener Dog Nationals                     | Ms. Merryweather           |                     |
| 2013 | Dark Power                               | Elizabeth Archer           |                     |
| 2014 | On Paper                                 |                            | Film de televiziune |
| 2014 | Bikini Model Academy                     | Rolul persoanei sale       |                     |
| 2014 | Beethoven's Treasure Tail                | Charlene                   | Video               |
| 2014 | Sam                                      | Lulu                       |                     |
| 2014 | Christian Mingle                         | Lacie Wood                 |                     |

### Televiziune
| An        | Titlu                                        | Rol                             | Note                                                  |
| --------- | -------------------------------------------- | ------------------------------- | ----------------------------------------------------- |
| 1973-1977 | Search for Tomorrow                          | Jennifer Pace                   |                                                       |
| 1976      | Kojak                                        | Allison                         | Episodul "A Hair-Trigger Away"                        |
| 1977      | Rafferty                                     | Lisa Farrell                    | Episodul "A Point of View"                            |
| 1977      | Switch                                       | Shelley Bloom                   | Episodul "Downshift"                                  |
| 1977      | Rosetti and Ryan                             | Claire Blake                    | Episodul "The Ten-Second Client"                      |
| 1977      | Happy Days                                   | Cynthia Holmes                  | Episodul "My Fair Fonzie"                             |
| 1977      | The Bob Newhart Show                         | Bianca / Linda                  | Episodul "Grand Delusion"                             |
| 1978      | Police Woman                                 | Cheryl                          | Episodul "Murder with Pretty People"                  |
| 1978      | The Amazing Spider-Man                       | Lisa Benson                     | Episodul "Night of the Clones"                        |
| 1978      | Barnaby Jones                                | Felice Winters                  | episoade: "Daughter of Evil" and "A Dangerous Affair" |
| 1978      | Dallas                                       | Jenna Wade                      | Episodul "Old Acquaintance"                           |
| 1978      | Escapade                                     | Suzy                            | TV pilot                                              |
| 1978-1979 | Mork & Mindy                                 | Susan Taylor                    | 3 episoade                                            |
| 1979      | Concrete Cowboys                             | Carla / Kate                    | Episodul "Concrete Cowboys"                           |
| 1979      | A Man Called Sloane                          | Melissa Nelson                  | Episodul "The Venus Microbe"                          |
| 1980      | Young Maverick                               | Selene                          | Episodul "Makin' Tracks"                              |
| 1981      | The Love Boat                                | Jenny Boyer                     | 2 episoade                                            |
| 1980-1982 | Flamingo Road                                | Constance Weldon Semple Carlyle | 38 episoade                                           |
| 1982      | Magnum, P.I.                                 | Alex Houston / Catherine Hailey | Episodul "Ki'is Don't Lie"                            |
| 1982      | Simon & Simon                                | Alex Houston / Catherine Hailey | Episodul "Emeralds Are Not a Girl's Best Friend"      |
| 1983      | Hotel                                        | Carol                           | Episodul "Hotel"                                      |
| 1984      | Paper Dolls                                  | Racine                          | 13 episoade                                           |
| 1985      | North and South                              | Burdetta Halloran               | miniserial TV                                         |
| 1986      | North and South, Book II                     | Burdetta Halloran               | miniserial TV                                         |
| 1985-1986 | Falcon Crest                                 | Jordan Roberts                  | 29 episoade                                           |
| 1989      | My Two Dads                                  | Diana Thackery                  | Episodul "Macho, Stupid Guy Time"                     |
| 1989      | Murphy Brown                                 | Julia St. Martin                | Episodul "TV or not TV"                               |
| 1992      | Roseanne                                     | Marla                           | 3 episoade                                            |
| 1993      | Lois & Clark: The New Adventures of Superman | Miranda                         | Episodul "Pheromone, My Lovely"                       |
| 1993      | Murder, She Wrote                            | Iris Novaro                     | Episodul "Murder at a Discount"                       |
| 1994      | Burke's Law                                  | June Ward                       | Episodul "Who Killed Romeo?"                          |
| 1994      | Empty Nest                                   | Zoe                             | Episodul "Best Friends"                               |
| 1994      | Diagnosis: Murder                            | Pamela Dorn                     | Episodul "My Four Husbands"                           |
| 1995-1996 | The City                                     | Sydney Chase                    |                                                       |
| 1996      | General Hospital                             | Sydney Chase                    |                                                       |
| 1995-1997 | Cybill                                       | Andrea Thorpe                   | 4 episoade                                            |
| 1997      | Head Over Heels                              | Mona DuBois                     | Episodul "Gigolo Guy"                                 |
| 1997      | Touched by an Angel                          | Jackie Sykes                    | Episodul "My Dinner with Andrew"                      |
| 1997      | The Naked Truth                              | Rolul persoanei sale            | Episodul "Bridesface Revisited"                       |
| 1998      | Home Improvement                             | Rolul persoanei sale            | Episodul "Mr. Likeable"                               |
| 1998      | V.I.P.                                       | Rolul persoanei sale            | Episodul "Three Days to a Kill"                       |
| 1998      | The Angry Beavers                            | Muffy Snootwell                 | Episodul "Open Wide for Zombies/Dumbwaiters" (voce)   |
| 1999      | The New Addams Family                        | Lady Pretensia                  | Episodul "Thing's Romance"                            |
| 1995-2001 | Friends                                      | Nora Tyler Bing                 | 5 episoade                                            |
| 2001      | Dharma & Greg                                | Jackie                          | Episodul "Dharma Does Dallas"                         |
| 2001      | 7th Heaven                                   | Merle 'Bird'                    | Episodul Teased                                       |
| 2002      | Roswell                                      | Meris Wheeler                   | 2 episoade                                            |
| 2002      | Providence                                   | Gwendolynne Gold                | Episodul "Limbo"                                      |
| 2002      | Maybe It's Me                                | Big Kimberly                    | Episodul "The Quahog Festival Episode"                |
| 2002      | That '80s Show                               | Cossima Blair                   | Episodul "Beach Party"                                |
| 2003      | Just Shoot Me!                               | Lily Barton                     | Episodul "Pictures of Lily"                           |
| 2004      | That '70s Show                               | Carolyn                         | Episodul "Going Mobile"                               |
| 2006      | Fashion House                                | Sophia Blakely                  | 35 episoade                                           |
| 2007      | Two and a Half Men                           | Donna                           | Episodul "Young People Have Phlegm Too"               |
| 2008      | Men in Trees                                 | Rolul persoanei sale            | Episodul "Get a Life"                                 |
| 2009      | Nip/Tuck                                     | Rolul persoanei sale            | Episodul "Manny Skerritt"                             |
| 2009      | My Name Is Earl                              | Carol                           | Episodul "Friends with Benefits"                      |
| 2009      | The Bold and the Beautiful                   | Dorothy                         | 4 episoade                                            |
| 2010      | Law & Order: Special Victims Unit            | Claire Lockton                  | Episodul "Bedtime"                                    |
| 2008-2010 | Chuck                                        | Dr. Honey Woodcomb              | 3 episoade                                            |
| 2011      | Bones                                        | Bianca Chiverton                | Episodul "The Prince in the Plastic"                  |
| 2012      | Happily Divorced                             | Jill                            | Episodul "The Reunion"                                |
| 2014      | Revenge                                      | Teresa (cameo)                  | Episodul "Addiction"                                  |
| 2014      | Hot in Cleveland                             | Claudia / Fake Elka             | Episodul "Playmates"                                  |